# Ijen
Ijen je v současnosti nečinný vulkanický komplex ve východní části indonéského ostrova Jáva. Tvoří ho 20 km široká kaldera Ijen s vícero postkalderovými stratovulkány a sypanými kužely. Největší koncentrace těchto struktur se nachází v jižní části. Nejvyšším bodem komplexu je stratovulkán Merapi (neplést s jinými indonéskými vulkány Merapi nebo Marapi).

## Popis

### Tektonika

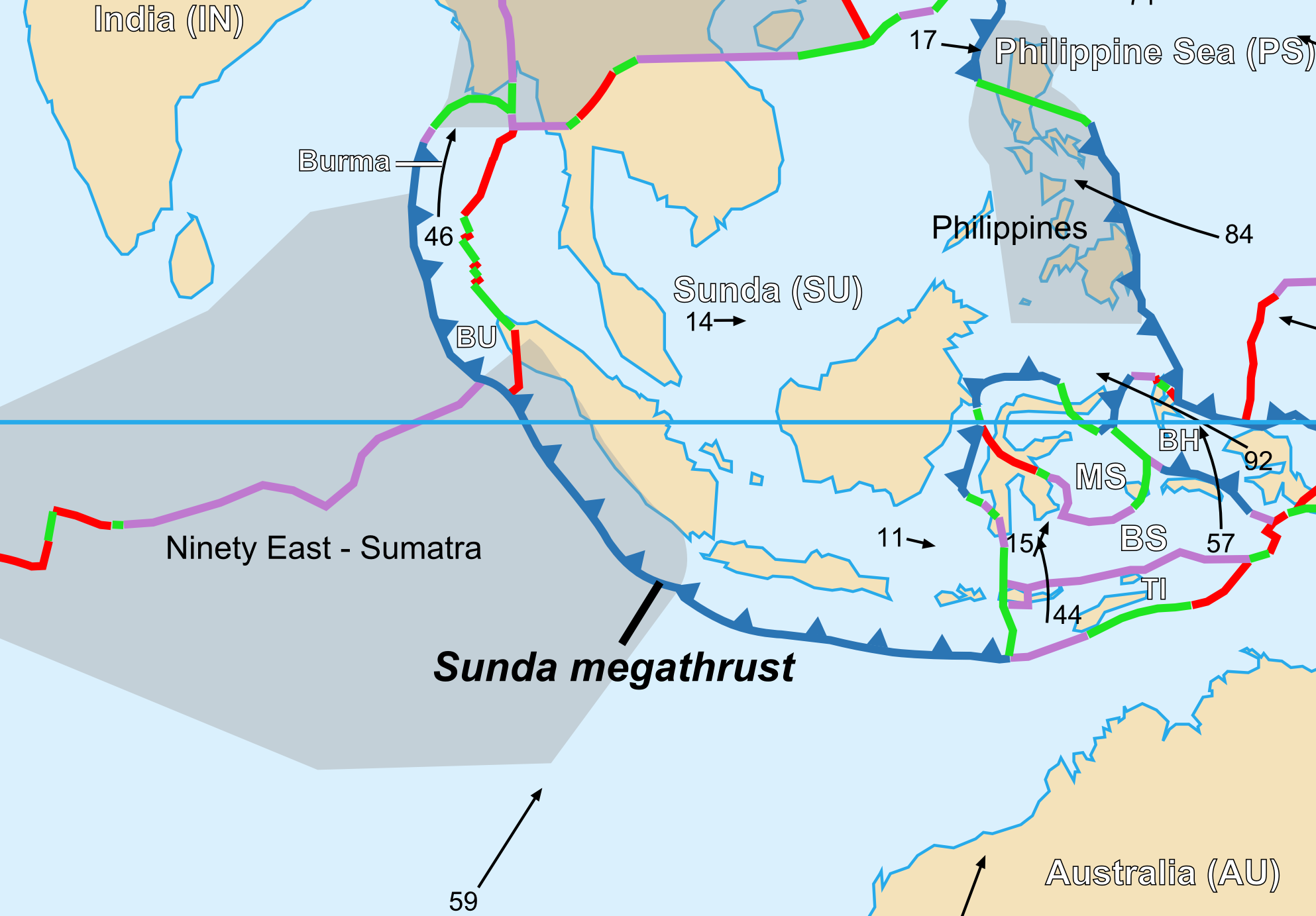
Tektonická mapa Indonésie.

Topografická vizualizace kaldery Ijen.

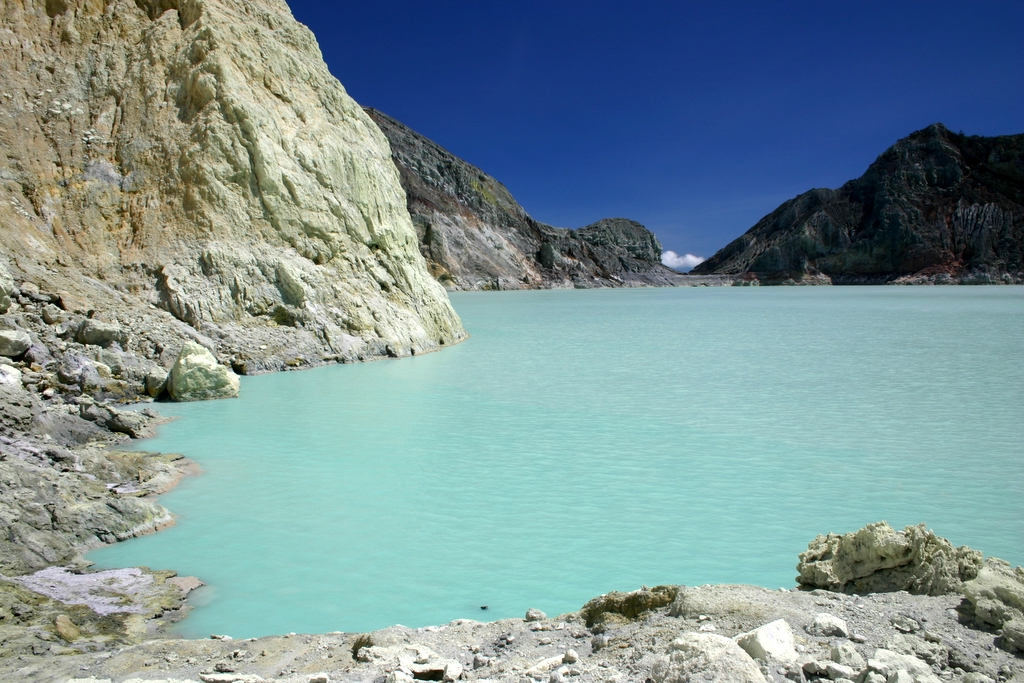
Jezero Kawah Ijen.

Indonésie je s až 130 aktivními sopkami jednou z tektonicky nejaktivnějších oblastí světa. Leží totiž na kraji Pacifického ohnivého kruhu, zlomové linii více tektonických desek, obklopující téměř celý Tichý oceán. V Indonésii se stýkají čtyři z nich: eurasijská, pacifická, australská a filipínská. V rámci Jávy těžší oceánská australská deska subdukuje pod lehčí sundskou (část euroasijské) rychlostí 50–75 mm za rok. Tím zde v zemské kůře dochází k obrovskému napětí a to se uvolňuje tektonickou činností v podobě zemětřesení.
Deska dále klesá a ve hloubce zhruba 65–130 km dochází k jejímu tavení, čímž se z ní uvolňují plyny a vodní pára. Těmito složkami obohacené magma poté stoupá k povrchu, kde tvoří a pohání řetězce sopek. V důsledku přítomnosti plynů se sopečná činnost často projevuje explozivními a někdy i velice silnými erupcemi. 

### Kráterové jezero
Na západním úpatí Merapi zhruba 2 km od jejího kráteru leží nejaktivnější struktura kaldery - Kawah Ijen. Tyrkysově zabarvené kráterové jezero je 700 metrů široké a 200 metrů hluboké. Je považováno za největší vysoce kyselé kráterové jezero na světě. Kromě toho také tvoří pramen řeky Banyupahit, kvůli čemuž jsou její vody vysoce kyselé a bohaté na rozpuštěné kovy. Výsledkem je významný negativní účinek na říční ekosystém.
V červenci 2008 byla Georgem Kourounisem, profesionálním dobrodruhem a protagonistou pořadu Zuřící Země, změřena kyselost vody. Na okrajích vodní plochy činilo pH pouhých 0,5 a uprostřed jezera, kam se vydal gumovým člunem, až 0,13.

## Přínos

### Turismus
Sopka je v rámci noční turistiky oblíbená díky plamenům hořící síry. Podél prasklin se tak objevují až 5 metrů vysoké plameny modré barvy. Část plynné síry dále kondenzuje do kapalného skupenství, v němž také hoří. Jedná se tak o největší oblast na světě, kde se tento jev vyskytuje. Návštěvník musí nejprve zdolat dvouhodinový výšlap k okraji kráteru, jehož slezení k jezeru zabere dalších 45 minut.
Původně zde pozorování hořící síry prakticky neexistovalo a turismus obecně byl oproti současnosti slabý. To se však změnilo po zmínce v magazínu National Geographic. Další podobnou lokalitou je například vulkán Dallol v Etiopii.

### Těžba síry
Otvory na kraji jezera, kudy unikají sopečné plyny, jsou využívány k získávání síry v její čisté podobě. Vzhledem k podmínkám je to náročná a místy i nebezpečná práce. Celkem zde pracuje asi 200 osob. Plynná síra kondenzuje do rudé kapaliny v soustavě keramických trubek a nakonec je ochlazena až do pevného skupenství. Následně horníky čeká úmorný transport žlutého minerálu pomocí dvojice košů. Vlastními silami musejí s 90 kg těžkým nákladem zdolat 30° až 60° kamenný svah o délce 300 metrů, aby se dostali na kraj kráteru. Odtud jim ještě zbývá sejít 3 kilometry k úpatí hory. Fyzicky náročnou činnost absolvují pouze
dvakrát denně a dohromady vytěží 14 tun. Za den si každý z nich vydělá přibližně 13 dolarů.
29. května 2020 způsobilo zemětřesení výron plynů, čímž v jezeře vznikla izolovaná tsunami. Tři metry vysoká vlna si vyžádala život jednoho z horníků.

## Galerie

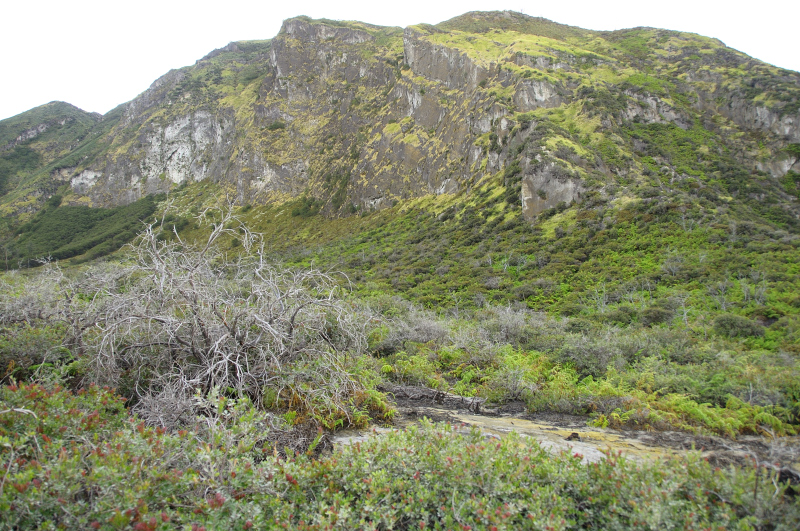
Hora Merapi.
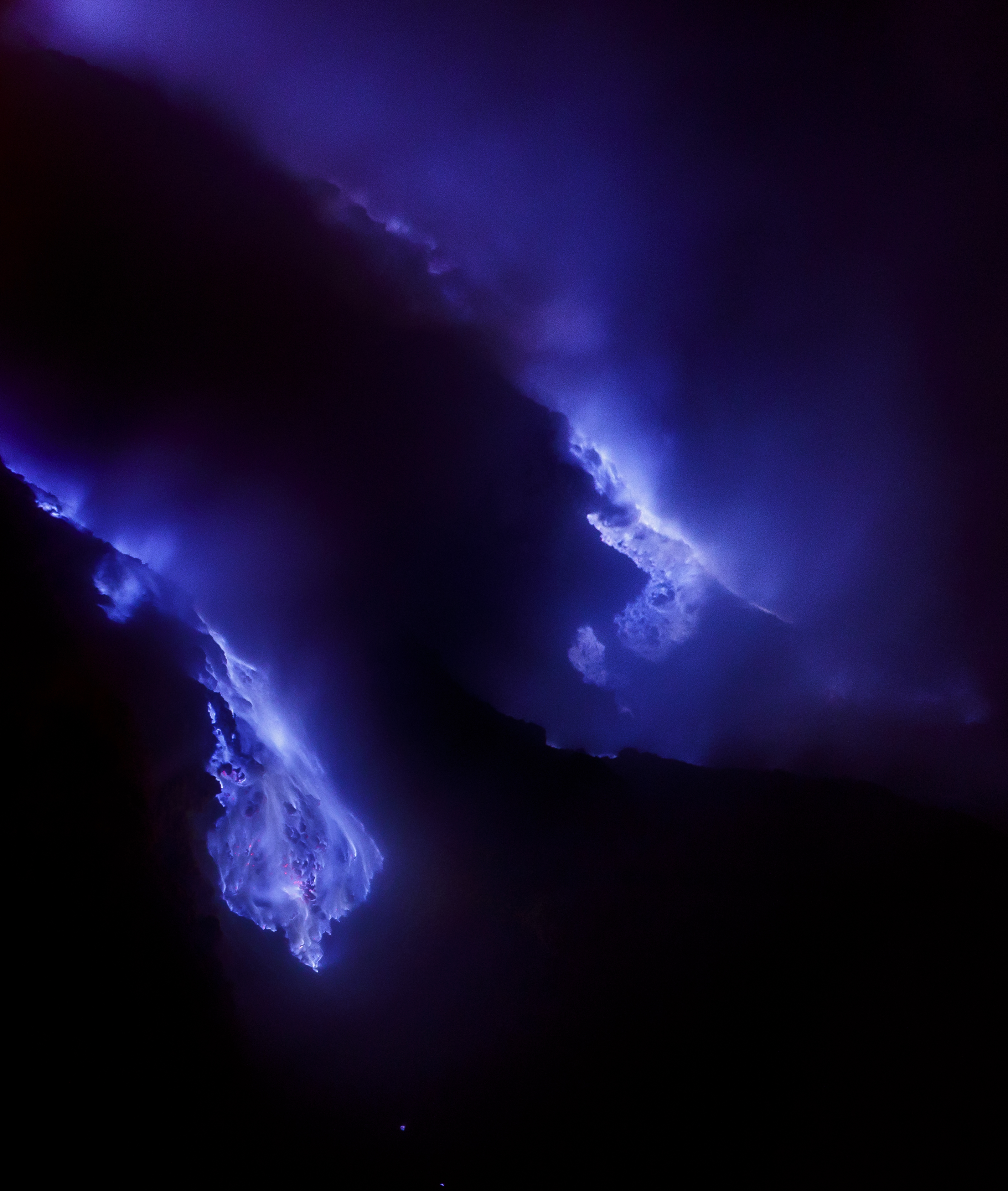
Hořící síra.
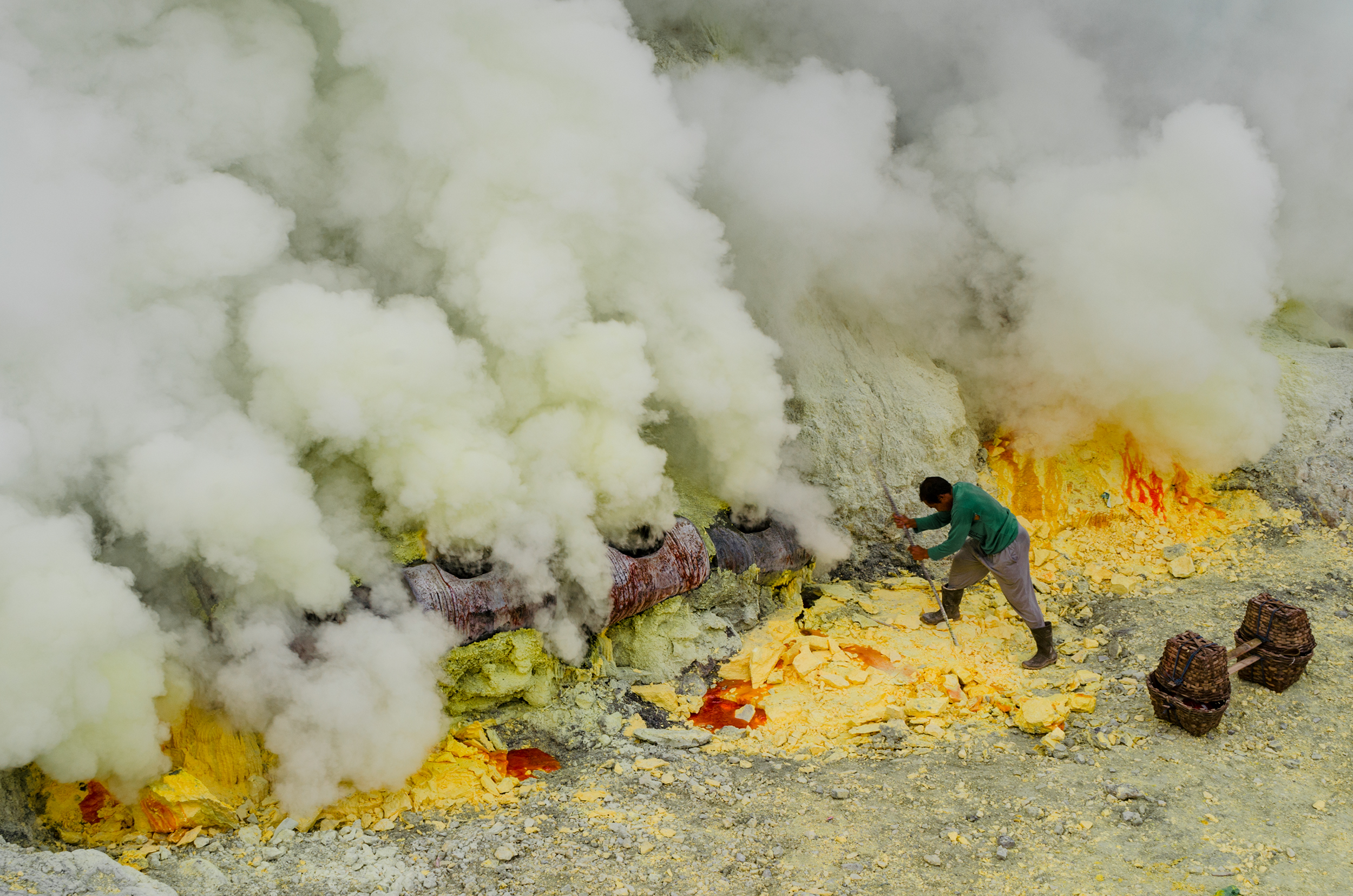
Kondenzační soustava.
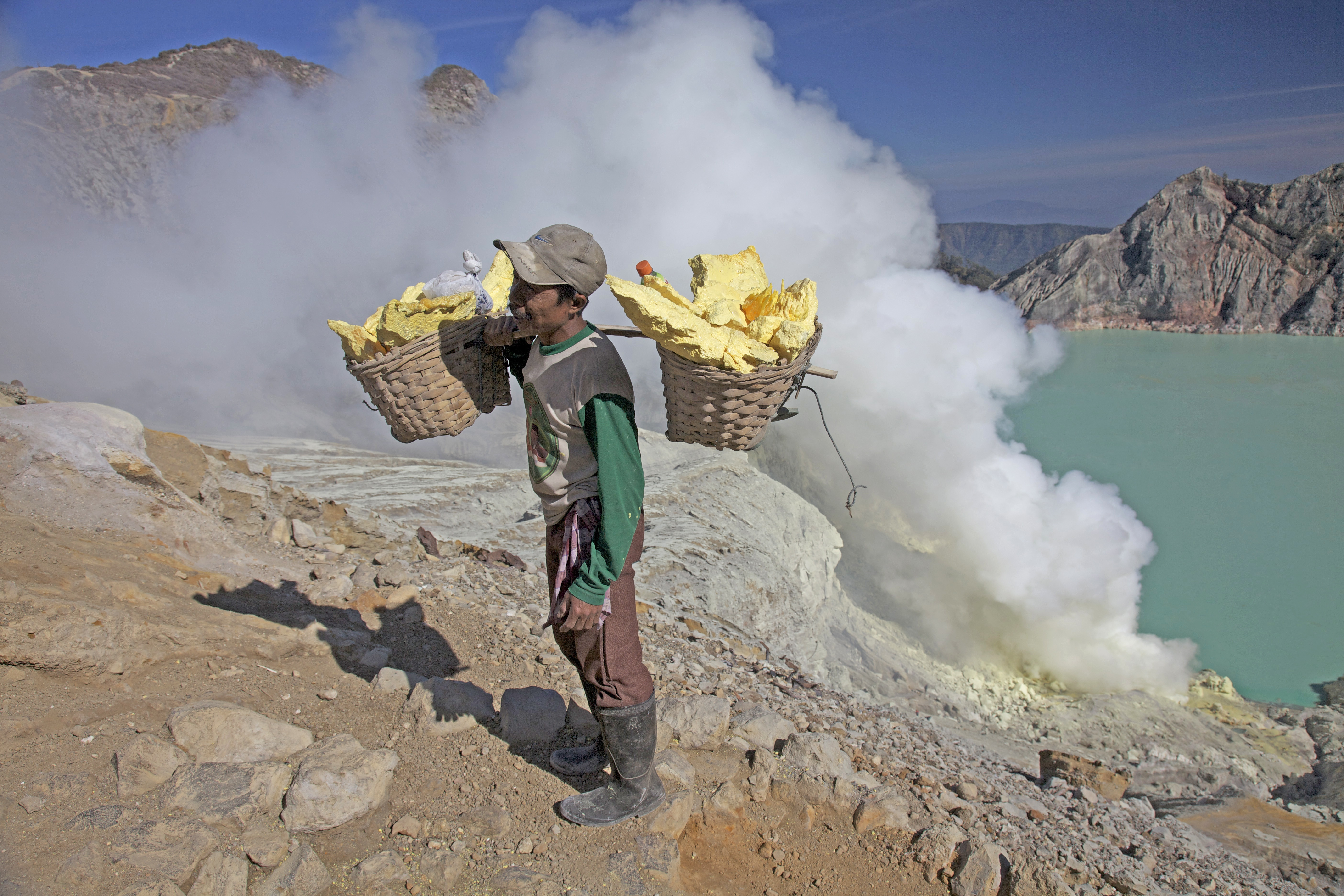
Horník během náročného vynášení síry. Náklad může vážit až 90 kg.
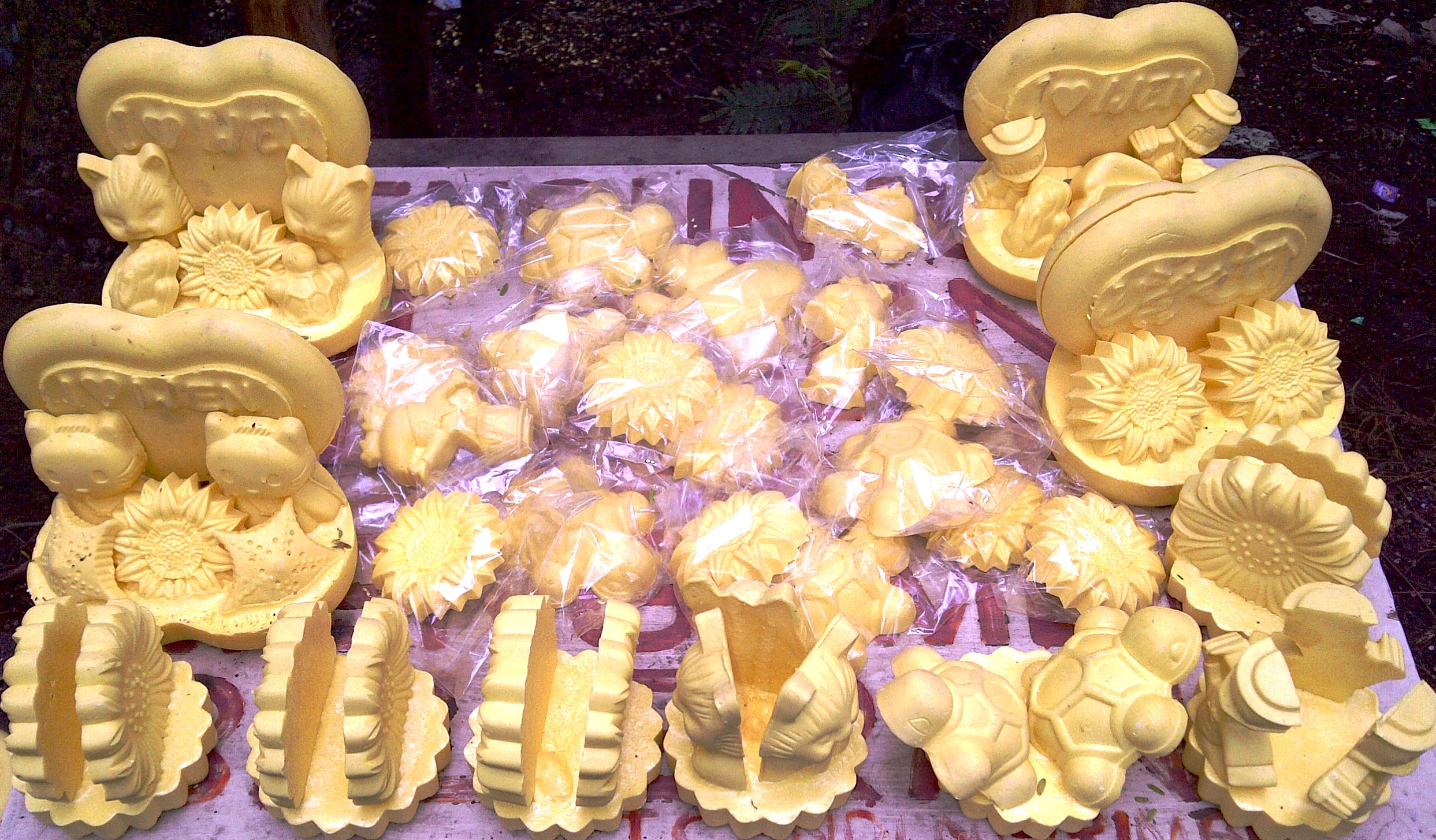
Dekorace vyrobené z vytěžené síry.